# 88
88 је била преступна година.

## Догађаји
- Конзули Царства. Цезар Домицијан и Луције Минуције Руф.
- Претор - Тацит.
- Дачани прелазе Дунав. Римљани покушавају да их протерају.